# Intercambiador de Hoya la Plata
El intercambiador de Hoya la Plata es un intercambiador, operado por Guaguas Municipales, que sirve de cabecera de varias líneas de la red. Funciona como nodo principal para Guaguas Municipales en el cono sur de Las Palmas, haciendo posible la conexión con casi toda la ciudad. En un futuro se ubicará la terminal sur de la MetroGuagua, aunque la obra sigue paralizada.

## Líneas asociadas
El intercambiador de Hoya la Plata funciona como cabecera de línea para las siguientes rutas. Puede consultar los horarios de la línea que desee tomar aquí.

#### Líneas regulares con cabecera en Hoya la Plata
| Línea | Origen        | Destino                | Observaciones |
| ----- | ------------- | ---------------------- | --- |
| 9     | Hoya La Plata | Hospital Doctor Negrín | Frecuencia de salida media, de 7 minutos por guagua.                                                                                                |
| 6     | Hoya La Plata | San Francisco de Paula | Frecuencia baja, con salidas cada aproximadamente 30 minutos.                                                                                       |
| 12    | Hoya La Plata | Puerto                 | Línea troncal de la parte baja de la ciudad. Frecuencia alta, aunque con posibilidad de retrasos dada la lentitud del tráfico en tramos de la GC-1. |
| 51    | Hoya La Plata | Casablanca III         | Frecuencia media-baja, con salidas cada 15 minutos.                                                                                                 |
| 52    | Hoya La Plata | Pedro Hidalgo          | Frecuencia media-baja, con salidas cada 15 minutos.                                                                                                 |

#### Líneas regulares con parada en Hoya la Plata
| Línea | Origen      | Destino            | Observaciones |
| ----- | ----------- | ------------------ | --- |
| 13    | Tres Palmas | Mercado de Vegueta | Línea troncal del distrito Cono sur-Vegueta. Frecuencia media de 10 a 15 minutos, depende del horario y día.                                             |
| 64    | Teatro      | Cono Sur           | Línea que conecta el Teatro con el resto del Cono Sur. Esta línea es diurna, solo opera en horarios de tarde-noche. Frecuencia media de 15 a 20 minutos. |

#### MetroGuagua(en construcción)
| << Cabecera       | < Estación        | Línea       | Estación >       | Cabecera >> |
| ----------------- | ----------------- | ----------- | ---------------- | ----------- |
| Final de Trayecto | Final de Trayecto | MetroGuagua | Ciudad Deportiva | Puerto      |

## Instalaciones

#### Características
El intercambiador cuenta con unas instalaciones anticuadas y que no están capacitadas para cubrir la demanda actual, dando lugar al amontonamiento de muchos vehículos (especialmente de la Línea 12) y a un ambiente ajetreado en horas punta.
El Lugar cuenta con 5 estaciones asignadas, cada una para cada línea que alberga el lugar. Además, dispone de una pequeña cabina para el personal de Guaguas Municipales. Finalmente, el intercambiador cuenta con dos carriles, uno adosado a la acera y otro, alrededor de una isla de acera.

## Futuro del intercambiador
Para acoger la alta demanda que la MetroGuagua esta proyectada a acoger, el ayuntamiento de Las Palmas de Gran Canaria planeó la construcción de un nuevo intercambiador similar al Intercambiador de Santa Catalina , localizado en el distrito de Isleta-Puerto-Guanarteme. 
Este nuevo proyecto plantea no solo un intercambiador, si no una zona comercial que acoja toda la actividad de las líneas de "Guaguas" ya existentes, además de zonas verdes y andenes exclusivos para la metroguagua. Este proyecto plantea revitalizar el cono sur más meridional de la ciudad para convertirlo en un hub logístico para ciudadanos y transporte público.
El proyecto ahora mismo está en un estado de incertidumbre, las obras están paralizadas y la empresa responsable no ha cobrado lo correspondiente.